# Hall of Fame du Rangers Football Club
L'équipe écossaise de football des Rangers tient, depuis l'an 2000, un Hall of Fame. Créé par le président du club à l'époque, Sir David Murray (en), il a pour but d'honorer les joueurs les plus notables ayant porté le maillot du club.
Pour y figurer, un joueur doit être choisi par un panel composé de personnalités liées au club. Ce panel était composé, à sa création, par les deux anciens joueurs John Greig et Ally McCoist (qui font d'ailleurs partie du Hall of Fame), l'historien du club David Mason, le président des associations de supporteurs, Jim Templeton et de Sir David Murray (en) lui-même.
Des critères ont été définis pour pouvoir prétendre y entrer :
| 1 | Services rendus au club                                              |
| 2 | Nombre de matches joués                                              |
| 3 | Trophées remportés                                                   |
| 4 | Nombre de sélections en équipe nationale pendant sa présence au club |
| 5 | Niveau de jeu exceptionnel                                           |

## Membres
- En gras, les membres du Scottish Football Hall of Fame.
- En italique, les membres du Scottish Sports Hall of Fame.

| #   | Joueur           | Position | Années au club      | Nombre de matches | Palmarès | Sélections |
| --- | ---------------- | -------- | ------------------- | ----------------- | --- | ---------- |
| 1   | Moses McNeil     | MF       | 1872–1882           | 34                | | 2          |
| 2   | Peter McNeil     | MF       | 1872–1877           | 7                 | | 0          |
| 3   | Peter Campbell   | FW       | 1872–1879           | 24                | | 2          |
| 4   | William McBeath  | MF       | 1872–1876           | 5                 | | 0          |
| 5   | Tom Vallance     | DF       | 1873–1882 1884      | 38                | | 6          |
| 6   | John McPherson   | FW       | 1891–1902           | 281               | Champion d'Écosse (5) Coupe d'Écosse (3)                                                                                       | 9          |
| 7   | Nicol Smith      | DF       | 1893–1905           | 205               | Coupe d'Écosse (1) | 12         |
| 8   | Alex Smith       | MF       | 1894–1915           | 481               | Champion d'Écosse (4) | 20         |
| 9   | Jimmy Gordon     | DF       | 1907–1920           | 334               | Champion d'Écosse (5) | 10         |
| 10  | Tommy Cairns     | MF       | 1913–1927           | 457               | Champion d'Écosse (6) | 6          |
| 11  | Andy Cunningham  | FW       | 1914–1929           | 389               | Champion d'Écosse (7) Coupe d'Écosse (1)                                                                                       | 12         |
| 12  | Bert Manderson   | DF       | 1915–1927           | 218               | Champion d'Écosse (7) | 5          |
| 13  | Tommy Muirhead   | MF       | 1917-1924 1925-1930 | 353               | Champion d'Écosse (8) | 8          |
| 14  | Sandy Archibald  | MF       | 1917–1934           | 580               | Champion d'Écosse (13) Coupe d'Écosse (3)                                                                                      | 8          |
| 15  | David Meiklejohn | DF       | 1919–1936           | 563               | Champion d'Écosse (12) Coupe d'Écosse (5)                                                                                      | 15         |
| 16  | Alan Morton      | MF       | 1920–1933           | 440               | Champion d'Écosse (9) Coupe d'Écosse (3)                                                                                       | 31         |
| 17  | Dougie Gray      | DF       | 1925–1947           | 555               | Champion d'Écosse (10) Coupe d'Écosse (6)                                                                                      | 10         |
| 18  | Bob McPhail      | FW       | 1927–1940           | 408               | Champion d'Écosse (9) Coupe d'Écosse (6)                                                                                       | 16         |
| 19  | George Brown     | DF       | 1929–1941           | 269               | Champion d'Écosse (7) Coupe d'Écosse (4)                                                                                       | 19         |
| 20  | Jimmy Smith      | FW       | 1930–1946           | 259               | Champion d'Écosse (5) Coupe d'Écosse (3)                                                                                       | 2          |
| 21  | Jerry Dawson     | GK       | 1931–1945           | 211               | Champion d'Écosse (5) Coupe d'Écosse (2)                                                                                       | 14         |
| 22  | Sam English      | FW       | 1931–1933           | 72                | Champion d'Écosse (1) Coupe d'Écosse (1)                                                                                       | 2          |
| 23  | Torry Gillick    | FW       | 1933-1935 1946-1950 | 140               | Champion d'Écosse (1) Coupe d'Écosse (2) Coupe de la Ligue écossaise (2)                                                       | 5          |
| 24  | Alex Venters     | FW       | 1933–1946           | 201               | Champion d'Écosse (3) Coupe d'Écosse (2)                                                                                       | 3          |
| 25  | Willie Thornton  | FW       | 1936-1954           | 308               | Champion d'Écosse (4) Coupe d'Écosse (1)                                                                                       | 7          |
| 26  | Jock Shaw        | DF       | 1938-1953           | 287               | Champion d'Écosse (4) Coupe d'Écosse (3) Coupe de la Ligue écossaise (2)                                                       | 4          |
| 27  | Willie Woodburn  | DF       | 1938-1954           | 329               | Champion d'Écosse (4) Coupe d'Écosse (4) Coupe de la Ligue écossaise (2)                                                       | 24         |
| 28  | William Waddell  | MF       | 1939-1955           | 301               | Champion d'Écosse (4) Coupe d'Écosse (2)                                                                                       | 17         |
| 29  | George Young     | DF       | 1941-1957           | 428               | Champion d'Écosse (6) Coupe d'Écosse (4) Coupe de la Ligue écossaise (2)                                                       | 53         |
| 30  | Ian McColl       | DF       | 1945-1960           | 526               | Champion d'Écosse (6) Coupe d'Écosse (5) Coupe de la Ligue écossaise (2)                                                       | 14         |
| 31  | Bobby Brown      | GK       | 1946-1956           | 296               | Champion d'Écosse (3) Coupe d'Écosse (3) Coupe de la Ligue écossaise (2)                                                       | 3          |
| 32  | Sammy Cox        | MF       | 1946-1955           | 310               | Champion d'Écosse (3) Coupe d'Écosse (2)                                                                                       | 24         |
| 33  | Johnny Hubbard   | MF       | 1949-1959           | 238               | Champion d'Écosse (3) Coupe d'Écosse (1)                                                                                       | 1          |
| 34  | Billy Simpson    | FW       | 1950-1959           | 239               | Champion d'Écosse(3) Coupe d'Écosse (1)                                                                                        | 12         |
| 35  | Eric Caldow      | DF       | 1953-1966           | 407               | Champion d'Écosse (5) Coupe d'Écosse (2) Coupe de la Ligue écossaise (3)                                                       | 40         |
| 36  | Alex Scott       | MF       | 1954-1963           | 331               | Champion d'Écosse(4) Coupe d'Écosse (1) Coupe de la Ligue écossaise (2)                                                        | 16         |
| 37  | Ralph Brand      | FW       | 1954-1965           | 317               | Champion d'Écosse (4) Coupe d'Écosse (4) Coupe de la Ligue écossaise (4)                                                       | 8          |
| 38  | Jimmy Millar     | FW       | 1955-1967           | 317               | Champion d'Écosse (3) Coupe d'Écosse (4) Coupe de la Ligue écossaise (3)                                                       | 2          |
| 39  | Bobby Shearer    | DF       | 1955-1965           | 407               | Champion d'Écosse (5) Coupe d'Écosse (3) Coupe de la Ligue écossaise (4)                                                       | 4          |
| 40  | Billy Ritchie    | GK       | 1955-1967           | 339               | Champion d'Écosse (2) Coupe d'Écosse (4) Coupe de la Ligue écossaise (3)                                                       | 1          |
| 41  | Davie Wilson     | MF       | 1956-1967           | 373               | Champion d'Écosse (2) Coupe d'Écosse (5) Coupe de la Ligue écossaise (2)                                                       | 22         |
| 42  | Harold Davis     | DF       | 1956-1964           | 261               | Champion d'Écosse (4) Coupe d'Écosse (1) Coupe de la Ligue écossaise (2)                                                       | 0          |
| 43  | David Provan     | DF       | 1958-1970           | 262               | Champion d'Écosse (1) Coupe d'Écosse (3) Coupe de la Ligue écossaise (2)                                                       | 5          |
| 44  | Ian McMillan     | FW       | 1958-1964           | 194               | Champion d'Écosse (2) Coupe d'Écosse (3) Coupe de la Ligue écossaise (2)                                                       | 6          |
| 45  | Willie Henderson | MF       | 1960-1972           | 426               | Champion d'Écosse (2) Coupe d'Écosse (4) Coupe de la Ligue écossaise (2)                                                       | 29         |
| 46  | Ronnie McKinnon  | DF       | 1960-1973           | 473               | Champion d'Écosse (2) Coupe d'Écosse (4) Coupe de la Ligue écossaise (3)                                                       | 28         |
| 47  | Jim Baxter       | MF       | 1960-1965 1969-1970 | 254               | Champion d'Écosse (3) Coupe d'Écosse (3) Coupe de la Ligue écossaise (4)                                                       | 34         |
| 48  | John Greig       | DF       | 1961-1978           | 755               | Champion d'Écosse (5) Coupe d'Écosse (6) Coupe de la Ligue écossaise (1) Coupe des Coupes (1)                                  | 44         |
| 49  | Colin Jackson    | DF       | 1963-1982           | 506               | Champion d'Écosse (3) Coupe d'Écosse (3) Coupe de la Ligue écossaise (5)                                                       | 8          |
| 50  | Sandy Jardine    | DF       | 1964-1982           | 674               | Champion d'Écosse (3) Coupe d'Écosse (5) Coupe de la Ligue écossaise (5) Coupe des Coupes (1)                                  | 34         |
| 51  | Willie Johnston  | MF       | 1964-1972 1980-1982 | 393               | Coupe d'Écosse (1) Coupe de la Ligue écossaise (2) Coupe des Coupes (1)                                                        | 22         |
| 52  | Willie Mathieson | DF       | 1964-1975           | 250               | Coupe d'Écosse (1) Coupe des Coupes (1)                                                                                        | 0          |
| 53  | Dave Smith       | DF       | 1966-1974           | 301               | Coupe des Coupes (1) | 2          |
| 54  | Alex MacDonald   | MF       | 1968-1980           | 503               | Champion d'Écosse (3) Coupe d'Écosse (4) Coupe de la Ligue écossaise (4) Coupe des Coupes (1)                                  | 1          |
| 55  | Colin Stein      | FW       | 1968-1973 1975-1977 | 206               | Coupe de la Ligue écossaise (2) Coupe des Coupes (1)                                                                           | 21         |
| 56  | Alfie Conn, Jr.  | MF       | 1968-1974           | 149               | Coupe des Coupes (1) | 2          |
| 57  | Peter McCloy     | GK       | 1970-1986           | 535               | Champion d'Écosse (1) Coupe d'Écosse (4) Coupe de la Ligue écossaise (4) Coupe des Coupes (1)                                  | 4          |
| 58  | Derek Parlane    | FW       | 1970-1980           | 300               | Champion d'Écosse (2) Coupe d'Écosse (2) Coupe de la Ligue écossaise (2)                                                       | 12         |
| 59  | Derek Johnstone  | FW       | 1970-1983 1985-1986 | 546               | Champion d'Écosse (3) Coupe d'Écosse (5) Coupe de la Ligue écossaise (5) Coupe des Coupes (1)                                  | 14         |
| 60  | Tommy McLean     | MF       | 1971-1982           | 452               | Champion d'Écosse (3) Coupe d'Écosse (4) Coupe de la Ligue écossaise (3) Coupe des Coupes (1)                                  | 9          |
| 61  | Tom Forsyth      | DF       | 1972-1982           | 326               | Champion d'Écosse (3) Coupe d'Écosse (4) Coupe de la Ligue écossaise (2)                                                       | 22         |
| 62  | Davie Cooper     | MF       | 1977-1989           | 540               | Champion d'Écosse (3) Coupe d'Écosse (3) Coupe de la Ligue écossaise (7)                                                       | 24         |
| 63  | Bobby Russell    | MF       | 1977-1986           | 370               | Champion d'Écosse (1) Coupe d'Écosse (3) Coupe de la Ligue écossaise (4)                                                       | 0          |
| 64  | Ally McCoist     | FW       | 1983-1998           | 581               | Champion d'Écosse (9) Coupe d'Écosse (1) Coupe de la Ligue écossaise (9)                                                       | 61         |
| 65  | Ian Durrant      | MF       | 1983-1998           | 347               | Champion d'Écosse (3) Coupe d'Écosse (3) Coupe de la Ligue écossaise (4)                                                       | 19         |
| 66  | Graeme Souness   | MF       | 1986-1991           | 73                | Champion d'Écosse (1) | 54         |
| 67  | Terry Butcher    | DF       | 1986-1990           | 176               | Champion d'Écosse (3) Coupe de la Ligue écossaise (2)                                                                          | 77         |
| 68  | Chris Woods      | GK       | 1986-1991           | 230               | Champion d'Écosse (4) Coupe de la Ligue écossaise (3)                                                                          | 43         |
| 69  | Richard Gough    | DF       | 1987-1997 1997-1998 | 427               | Champion d'Écosse (9) Coupe d'Écosse (3) Coupe de la Ligue écossaise (6)                                                       | 61         |
| 70  | Ian Ferguson     | MF       | 1988-2000           | 336               | Champion d'Écosse (10) Coupe d'Écosse (3) Coupe de la Ligue écossaise (5)                                                      | 9          |
| 71  | Ray Wilkins      | MF       | 1987-1989           | 96                | Champion d'Écosse (2) Coupe de la Ligue écossaise (1)                                                                          | 84         |
| 72  | John Brown       | DF       | 1988-1997           | 278               | Champion d'Écosse (6) Coupe d'Écosse (3) Coupe de la Ligue écossaise (3)                                                       | 0          |
| 73  | Mark Hateley     | FW       | 1990-1995 1997      | 222               | Champion d'Écosse (5) Coupe d'Écosse (2) Coupe de la Ligue écossaise (3)                                                       | 32         |
| 74  | Andy Goram       | GK       | 1991-1998           | 260               | Champion d'Écosse (5) Coupe d'Écosse (3) Coupe de la Ligue écossaise (2)                                                       | 48         |
| 75  | Stuart McCall    | MF       | 1991-1998           | 265               | Champion d'Écosse (5) Coupe d'Écosse (3) Coupe de la Ligue écossaise (2)                                                       | 40         |
| 76  | Brian Laudrup    | MF       | 1994-1998           | 150               | Champion d'Écosse (3) Coupe d'Écosse (1) Coupe de la Ligue écossaise (1)                                                       | 75         |
| 77  | Paul Gascoigne   | MF       | 1995-1998           | 103               | Champion d'Écosse (2) Coupe d'Écosse (1) Coupe de la Ligue écossaise (1)                                                       | 57         |
| 78  | Jörg Albertz     | MF       | 1996-2001           | 182               | Champion d'Écosse (3) Coupe d'Écosse (1) Coupe de la Ligue écossaise (2)                                                       | 3          |
| 79  | Barry Ferguson   | MF       | 1996-2003 2005-2009 | 431               | Champion d'Écosse (5) Coupe d'Écosse (5) Coupe de la Ligue écossaise (5)                                                       | 45         |
| 80  | Lorenzo Amoruso  | DF       | 1997-2003           | 224               | Champion d'Écosse (3) Coupe d'Écosse (3) Coupe de la Ligue écossaise (3)                                                       | 0          |
| 81  | Stefan Klos      | GK       | 1998-2007           | 298               | Champion d'Écosse (4) Coupe d'Écosse (4) Coupe de la Ligue écossaise (2)                                                       | 0          |
| 82  | David Weir       | DF       | 2007-2012           | 231               | Champion d'Écosse (3) Coupe d'Écosse (2) Coupe de la Ligue écossaise (3)                                                       | 69         |
| 83  | Jock Drummond    | DF       | 1892-1904           | 225               | Champion d'Écosse (4) Coupe d'Écosse (4)                                                                                       | 14         |
| 84  | George Niven     | GK       | 1947-1961           | 327               | Champion d'Écosse (5) Coupe d'Écosse (2) Coupe de la Ligue écossaise (1)                                                       | 0          |
| 85  | Jimmy Simpson    | DF       | 1927-1940           | 331               | Champion d'Écosse (5) Coupe d'Écosse (4)                                                                                       | 14         |
| 86  | Neilly Gibson    | MF       | 1894-1904           | 192               | Champion d'Écosse (4) Coupe d'Écosse (3)                                                                                       | 14         |
| 87  | Robert Hamilton  | FW       | 1896-1906 1907-1908 | 175               | Champion d'Écosse (4) Coupe d'Écosse (2)                                                                                       | 11         |
| 88  | Ally Dawson      | DF       | 1975-1987           | 316               | Coupe d'Écosse (2) Coupe de la Ligue écossaise (4)                                                                             | 0          |
| 89  | Jimmy Bowie      | MF       | 1910-1922           | 321               | Champion d'Écosse (6) | 2          |
| 90  | Arthur Dixon     | DF       | 1917-1926           | 361               | Champion d'Écosse (6) | 0          |
| 91  | Tully Craig      | MF       | 1923-1935           | 275               | Champion d'Écosse (5) Coupe d'Écosse (2)                                                                                       | 8          |
| 92  | Jimmy Fleming    | FW       | 1925-1934           | 268               | | 3          |
| 93  | John Little      | DF       | 1951-1960           | 275               | Champion d'Écosse (2) Coupe d'Écosse (2)                                                                                       | 1          |
| 94  | Dave McPherson   | DF       | 1980-1987 1992-1994 | 330               | Champion d'Écosse (3) Coupe d'Écosse (1) Coupe de la Ligue écossaise (4)                                                       | 27         |
| 95  | Fernando Ricksen | DF       | 2000-2006           | 254               | Champion d'Écosse (2) Coupe d'Écosse (2) Coupe de la Ligue écossaise (3)                                                       | 12         |
| 96  | Nacho Novo       | FW       | 2004-2010           | 255               | Champion d'Écosse (3) Coupe d'Écosse (1) Coupe de la Ligue écossaise (2)                                                       | 0          |
| 97  | Lee McCulloch    | DF       | 2007-2015           | 303               | Champion d'Écosse (3) Coupe d'Écosse (2) Coupe de la Ligue écossaise (3) Champion de League One (1) Champion de League Two (1) | 18         |
| 98  | Steven Davis     | MF       | 2008-2012 2019-     | 371               | Champion d'Écosse (4) Coupe d'Écosse (3) Coupe de la Ligue écossaise (3)                                                       | 140        |
| 99  | James Tavernier  | DF       | 2015-               | 402               | Champion d'Écosse (1) Coupe d'Écosse (1) Coupe de la Ligue écossaise (1) Champion de Championship (1)                          | 0          |
| 100 | Allan McGregor   | GK       | 2001-2012 2018-     | 493               | Champion d'Écosse (4) Coupe d'Écosse (4) Coupe de la Ligue écossaise (5)                                                       | 42         |